# Municipio de Taylor (condado de Nevada, Arkansas)
Taylor Township es un municipio inactivo del condado de Nevada, Arkansas, Estados Unidos. Según el censo de 2020, tiene una población de 486 habitantes.
Es una subdivisión exclusivamente geográfica, puesto que el estado de Arkansas ya no utiliza la herramienta de los townships como gobiernos municipales.

## Geografía
Está ubicada en las coordenadas 33°30′9″N 93°16′19″O / 33.50250, -93.27194 (33.502512, -93.27206). Según la Oficina del Censo de los Estados Unidos, tiene una superficie total de 136.70 km², de la cual 136.37 km² son tierra y (0.24 %) 0.33 km² son agua.

## Demografía
Según el censo de 2020, hay 486 personas residiendo en la zona. La densidad de población es de 3.56 hab./km². El 64.61 % de los habitantes son blancos, el 30.86 % son afroamericanos, el 0.62 % son de otras razas y el 3.91 % son de una mezcla de razas. Del total de la población, el 2.06 % son hispanos o latinos de cualquier raza.